# Karl Heinrich von Bogatzky
Karl Heinrich von Bogatzky, född 7 september 1690 på slottet Jankowe i Schlesien, död 15 juni 1774 i Halle, tysk teolog och författare.
von Bogatzky övergick påverkad av pietismen från juridiken till teologiska studier. Han utövade som själasörjare stort inflytande på de människor han kom i kontakt med. Mest känd är han genom sina talrika uppbyggelseskrifter och andliga sånger, som utgått i många upplagor, bland annat Güldenes Schatzkästlein (1718), Geistliche Gedichte (1749), samt Lieder (1756). Många av hans skrifter är översatta till svenska, såsom Gyllene skattkammare (senaste svenska utgåvan 1917), och Dagliga betraktelser (senaste svenska utgåvan 1989).

## Psalmer
- Kom, Helge Ande, du som tände nr 606 i Svenska Missionsförbundets sångbok 1920,  nr 243 i 1937 års psalmbok skriven 1750 och översättning, vilken bearbetades inför publiceringen 1937, av Erik Nyström 1893.